# Chourgnac
Chourgnac är en kommun i departementet Dordogne i regionen Nouvelle-Aquitaine i sydvästra Frankrike. Kommunen ligger i kantonen Hautefort som tillhör arrondissementet Périgueux. År 2022 hade Chourgnac 69 invånare.

## Befolkningsutveckling
Antalet invånare i kommunen Chourgnac
Referens:INSEE